# Vreemdelingenbegraafplaats

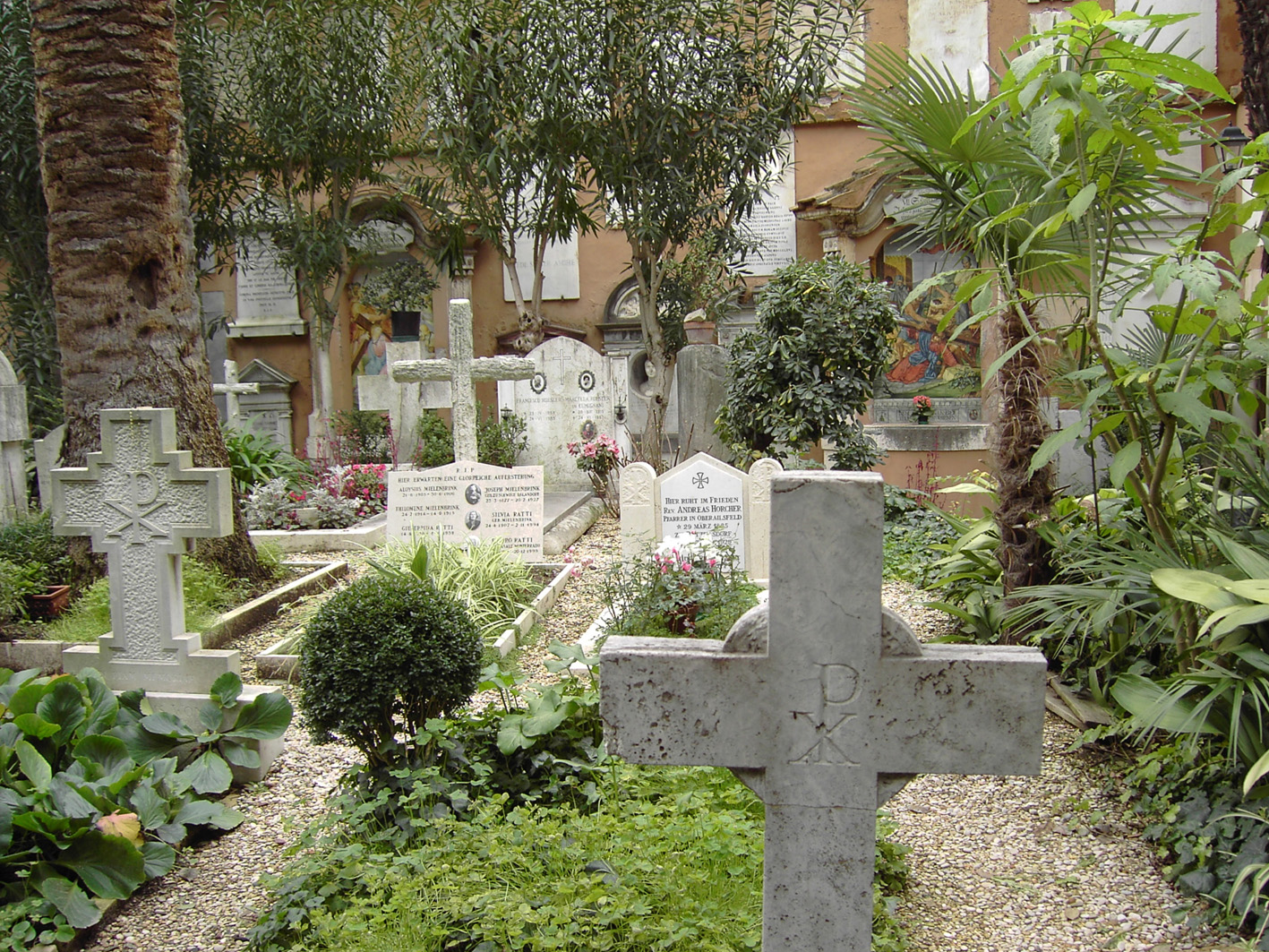
Campo Santo in Rome, begraafplaats voor pelgrims uit het Heilige Roomse Rijk

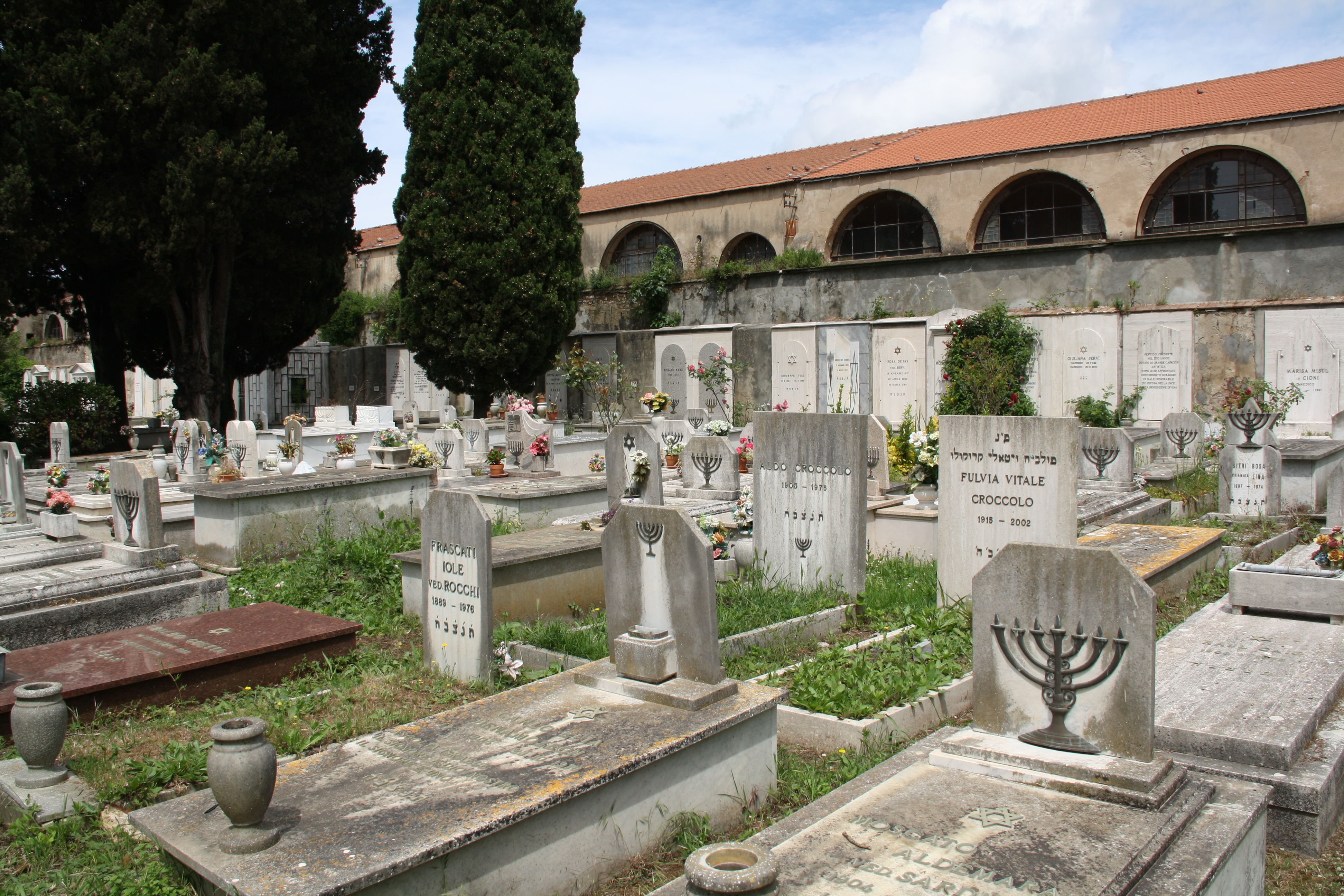
Livorno, Joodse begraafplaats

Een vreemdelingenbegraafplaats is een afgeperkt gebied waar mensen werden begraven die tot een religieuze of etnische minderheid behoorden. Ook vreemde bezoekers die buiten hun gemeenschap stierven, zoals pelgrims, zeelieden, vreemde kooplui en arbeidsmigranten werden dikwijls op een vreemdelingenbegraafplaats ter aarde besteld. Deze mensen werden als vreemdelingen behandeld, omdat ze niet tot de eigen gemeenschap werden gerekend en minder rechten hadden. Dat kon verschillende redenen hebben. 
Volgens de regels van de Rooms-Katholieke en oosters-orthodoxe kerken was het niet toegestaan om overledenen in gewijde aarde te begraven die de kerkelijke sacramenten niet hadden ontvangen. Dat kon gaan om heidenen en andersdenkenden, maar ook om mensen die bestraft waren of behoorden tot verachte beroepsgroepen. Of om mensen waarvan men meende dat ze door God waren gestraft vanwege hun omstreden levenswijze, zoals pestslachtoffers en lepralijders. Ook in protestantse kring, met name bij de lutheranen, leefden aanvankelijk dikwijls zulke opvattingen. 
Religieuze gemeenschappen die er prijs op stelden dat de grafrust niet zou worden gestoord voordat de Dag des Oordeels zou zijn aangebroken, zoals joden en moslims, namen hun lot in eigen hand. Zij wisten dikwijls tegen betaling het recht te krijgen hun doden op eigen begraafplaatsen bij te zetten. Leden van andere minderheden , die te maken hadden met discriminatie en tegenwerking door de overheid, deden hetelfde. 
Door kolonisatie van andere werelddelen werd het Europese model ook elders toegepast. De Europese kolonisten vormden doorgaans een minderheid die eigen begraafplaatsen inrichte naar het voorbeeld dat ze uit het moederland kenden.
Een vreemdelingenbegraafplaats kon een afzonderlijke begraafplaats zijn of een duidelijk afgeperkt deel van een begraafplaats. Van de mensen die er werden begraven waren de gegevens bekend en die werden vermeld op graftekens die bij hun eigen cultuur of religie horen. 
Een bijzondere categorie vormden de ellendigenkerkhoven en begraafplaatsen voor drenkelingen en naamlozen. Onbekende vreemdelingen zoals drenkelingen, zwervers, slachtoffers van geweld en gesneuvelde militairen werden buiten de eigenlijke begraafplaatsen begraven. Vaak belandden ze op het vreemdenkerkhof. 

## Algemeen

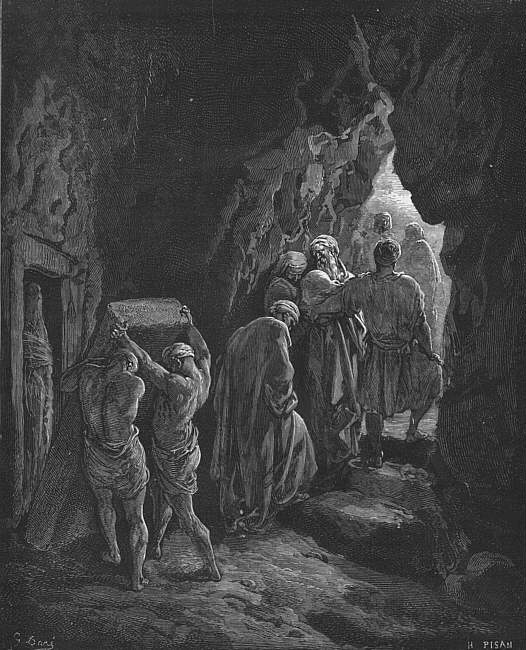
Houtsnede door Gustave Doré, De bijzetting van Sara in de tombe.

Op plekken waar mensen met verschillende culturen of religies naast elkaar leven zijn soms ook gescheiden begraafplaatsen ontstaan. In Nederland hebben religieuze genootschappen van een bepaalde omvang tegenwoordig recht op een eigen begraafplaats of op een afgezonderd deel van een begraafplaats en die vallen niet meer onder het begrip vreemdelingenbegraafplaats. Maar als in het verleden in een streek met een dominante cultuur of religie één of meer minderheden met een andere cultuur of religie zich vestigden, werd een begraafplaats voor die minderheden meestal een vreemdelingenbegraafplaats genoemd. Vaak moest zo’n minderheid zelf de grond kopen en het onderhoud verzorgen. 
Vreemdelingen waarvan geen gegevens bekend waren (drenkelingen, zwervers etc.) kregen in Nederland tot in de 19e eeuw geen normale plek op een kerkelijke of gemeentelijke begraafplaats, maar in een achteraf gedeelte daarvan of op een zogenoemd ellendigenkerkhof, waar ook misdadigers, zelfmoordenaars, ongedoopte kinderen etc. terecht kwamen. 
Als een gebied tot kolonie werd gemaakt waren de kolonisten voor de oorspronkelijke bewoners de vreemdelingen, maar ook de machthebbers. Een begraafplaats van de kolonisten is naar zijn aard een vreemdelingenbegraafplaats en werd meestal naar het land van herkomst van de kolonisten genoemd, zoals Portugese, Hollandse of Engelse begraafplaats. In de 19e eeuw kwam de term Europese begraafplaats in zwang. 
Vreemdelingenbegraafplaatsen worden meestal met hetzelfde respect behandeld als de begraafplaatsen van de lokale bevolking, maar als er onlusten uitbreken vormen ze soms een gemakkelijk doelwit voor vernieling.
Van de talloze vreemdelingenbegraafplaatsen in de wereld volgt hier in korte beschrijvingen een kleine selectie uit verschillende gebieden.

## Bijbels
De Bijbel, de Thora en de Koran vertellen hoe Abraham van zijn god de opdracht kreeg om zijn land en familie te verlaten. Hij trok daarom naar het land Kanaän. Daar woonde hij als vreemdeling. Toen zijn vrouw Sara overleed wilde hij daarom een eigen stuk grond kopen van de Hettieten om haar te begraven. Hij kocht van een zekere Efron een akker met daarop de grot van Machpela voor 400 sjekel zilver. Deze Grot van de Patriarchen is nu een belangrijke heilige plek voor moslims, joden en christenen.
Het verhaal heeft een parallel in het Nieuwe Testament. Nadat Judas Jezus voor dertig zilverlingen aan de hogepriesters had verraden, kreeg hij spijt toen bleek dat Jezus door zijn toedoen gedood zou worden. Hij bracht het verradersgeld terug naar de hogepriesters in de tempel en maakte een eind aan zijn leven. De hogepriesters wilden het geld niet terug storten in de offerkist, omdat het inmiddels bloedgeld was geworden. Ze besloten met dit geld een stuk land van de pottenbakker in het Dal van Gehenna te kopen, dat zou dienen als begraafplaats voor vreemdelingen. De begraafplaats werd Akeldama ('akker des bloeds') genoemd. De naam van het dal geeft aan dat het hier een onreine plek betrof, waar eerder kinderoffers waren gebracht en daarna werd gebruikt als vuilstortplaats. In die zin was deze vreemdelingenbegraafplaats een voorloper van de middeleeuwse ellendigenkerkhoven. Het veronderstelde graf bevindt zich onder de Heilig Grafkerk te Jeruzalem.

## Europa
In rooms-katholieke en oosters-orthodoxe streken werden protestanten doorgaans verwezen naar afzonderlijke begraafplaatsen. In evangelisch-lutherse streken gold dit vooral calvinisten, doopsgezinden en leden van andere minderheden. In het Verenigd Koninkrijk hadden met name de baptisten hun begraafplaatsen. Afzonderlijke begraafplaatsen voor joden komen vanouds in heel Europa voor, islamitische begraafplaatsen vooral in de Balkan. 
Als reactie de scheiding van kerk en staat sinds de Franse Revolutie richtten ook katholieke en orthodoxe minderheden in verschillende landen eigen begraafplaatsen in, waar men het principe van de gewijde aarde opnieuw kon toepassen zonder bemoeienis van de overheid.
Vreemdelingenbegraafplaatsen behoren doorgaans niet tot het publieke domein en zijn meestal eigendom van religieuze gemeenschappen. Ze zijn ook niet in alle gevallen pbbliek toegankelijk.

### Nederland

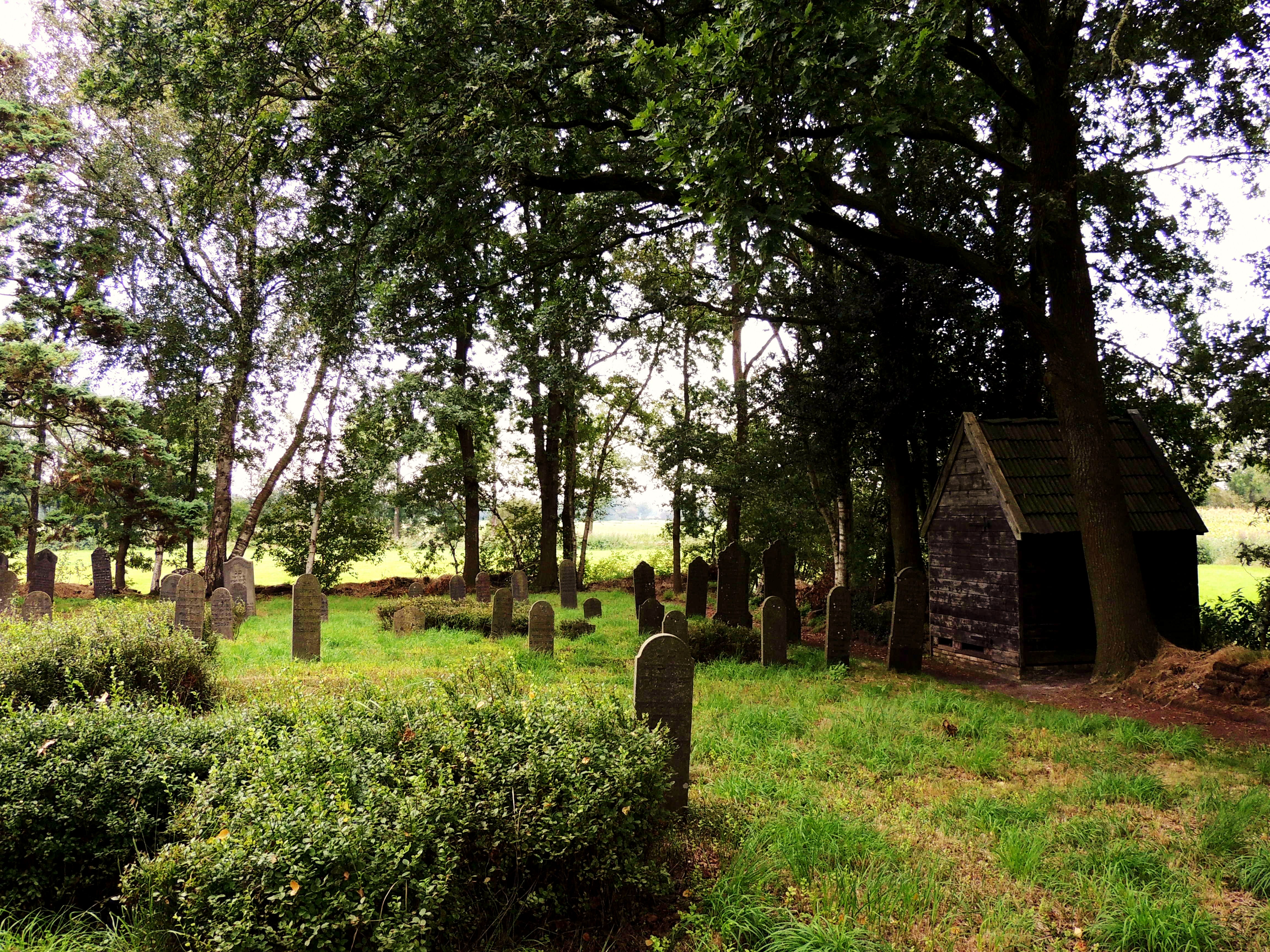
Joodse begraafplaats Gorredijk - Kortezwaag

De lijst van Joodse begraafplaatsen in Nederland laat zien dat overal waar zich ooit Joodse gemeenschappen vestigden er vroeger of later – in navolging van de Bijbelse Abraham – grond voor een eigen begraafplaats werd gekocht. Ze mochten hun religie in vrijheid uitoefenen, maar waren lang onderworpen aan economische beperkingen. In 1796 kregen Joden in de Bataafse Republiek dezelfde burgerrechten als de andere inwoners. Twee voorbeelden uit de lange lijst van Joodse begraafplaatsen.

#### Amsterdam
De Asjkenazische gemeenschap in Amsterdam had sinds 1642 een eigen begraafplaats in Muiderberg. Door de grote toestroom van Joodse vluchtelingen uit Oost-Europa begin 18 eeuw raakte die snel vol en uitbreiding daar was moeilijk. Het lukte om in 1714 in Amsterdam aan de Sint Antoniesdijk (nu Zeeburgerdijk) een tweede begraafplaats te stichten. Deze was bestemd voor kinderen, minvermogenden en vreemdelingen. Hier was uitbreiding wel mogelijk, maar in 1914 was hij vol en kwam er een nieuwe Joodse begraafplaats in Diemen. 
Voor het onderhoud aan de begraafplaats aan de Zeeburgerdijk had na de Tweede Wereldoorlog de sterk gedecimeerde Joodse gemeenschap de middelen en de mensen niet. In 2014 heeft de gemeente Amsterdam de begraafplaats de status gemeentelijk monument verleend.

#### Gorredijk
De Joodse gemeenschap in Gorredijk was tussen 1775 en 1807 groot genoeg geworden om grond voor een begraafplaats te kopen in het nabij gelegen Kortezwaag en een synagoge te bouwen aan de Langewal in Gorredijk. In 1817 werd deze synagoge bevorderd tot Ringsynagoge met als bij-synagogen Heerenveen, Drachten en Noordwolde. In Friesland waren alleen de Joodse gemeenschappen in Leeuwarden, Harlingen en Sneek groter. De begraafplaats in Kortezwaag was over land moeilijk te bereiken en de uitvaart gebeurde dan ook met een praam vanaf de synagoge, via de Opsterlandse Compagnonsvaart naar Kortezwaag en dan via de Dwersfeart tot het voetpad naar de begraafplaats. Er is tot 1939 begraven, de meest Joden waren toen al verhuisd naar het westen van Nederland. 
De synagoge is in 1953 gesloopt, de gemeente Opsterland onderhoudt de begraafplaats in Kortezwaag. 

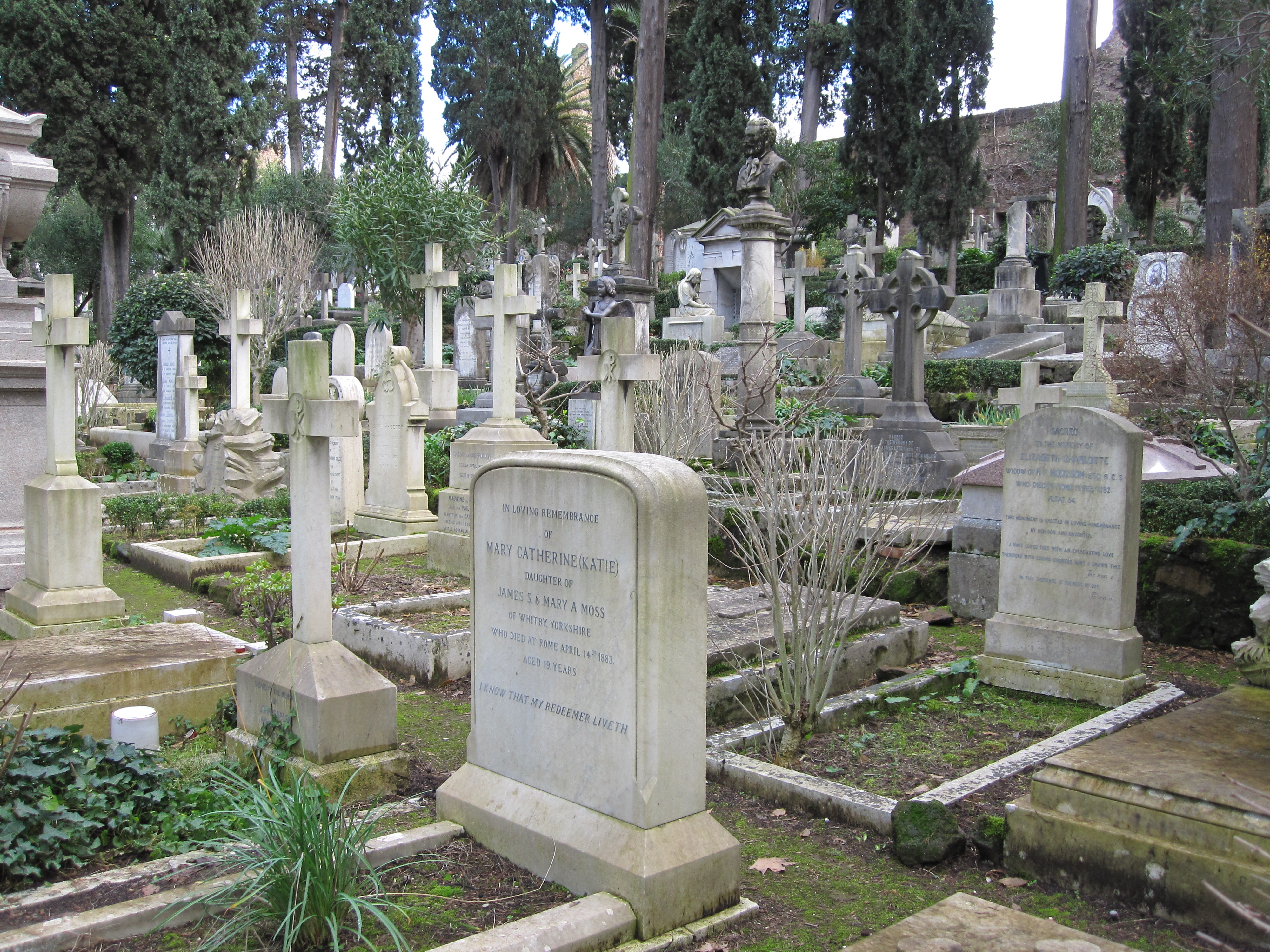
Cimitero acattolico, begraafplaats voor niet-kathilieken in Rome

### Italië

#### Rome
Het Campo Santo dei Teutonici e dei Fiamminghi is een katholiek kerkhof uit de 8e eeuw en was bestemd voor pelgrims afkomstig uit het Heilige Roomse Rijk. 
De graven op de oudste joodse begraafplaats in Rome in de wijk Trastevere dateren vanaf de 14e tot de vroege 17e eeuw. De begraafplaats werd midden 17e eeuw met de grond gelijk gemaakt toen er nieuwe stadsmuren werden gebouwd.
In 1645 mochten de Joden een begraafplaats inrichten op de Aventijnse heuvel, dicht bij het Circus Maximus. In 1934 werd het de Joden verboden er nog langer te begraven, want men wilde daar een openbare groene ruimte. De oude Joodse begraafplaats werd overgebracht naar een afgezonderd deel van het kerkhof Campo Verano. (In 1950 mocht de Joodse gemeenschap op hun voormalige begraafplaats een rozentuin aanleggen, de Roseto Comunale.)

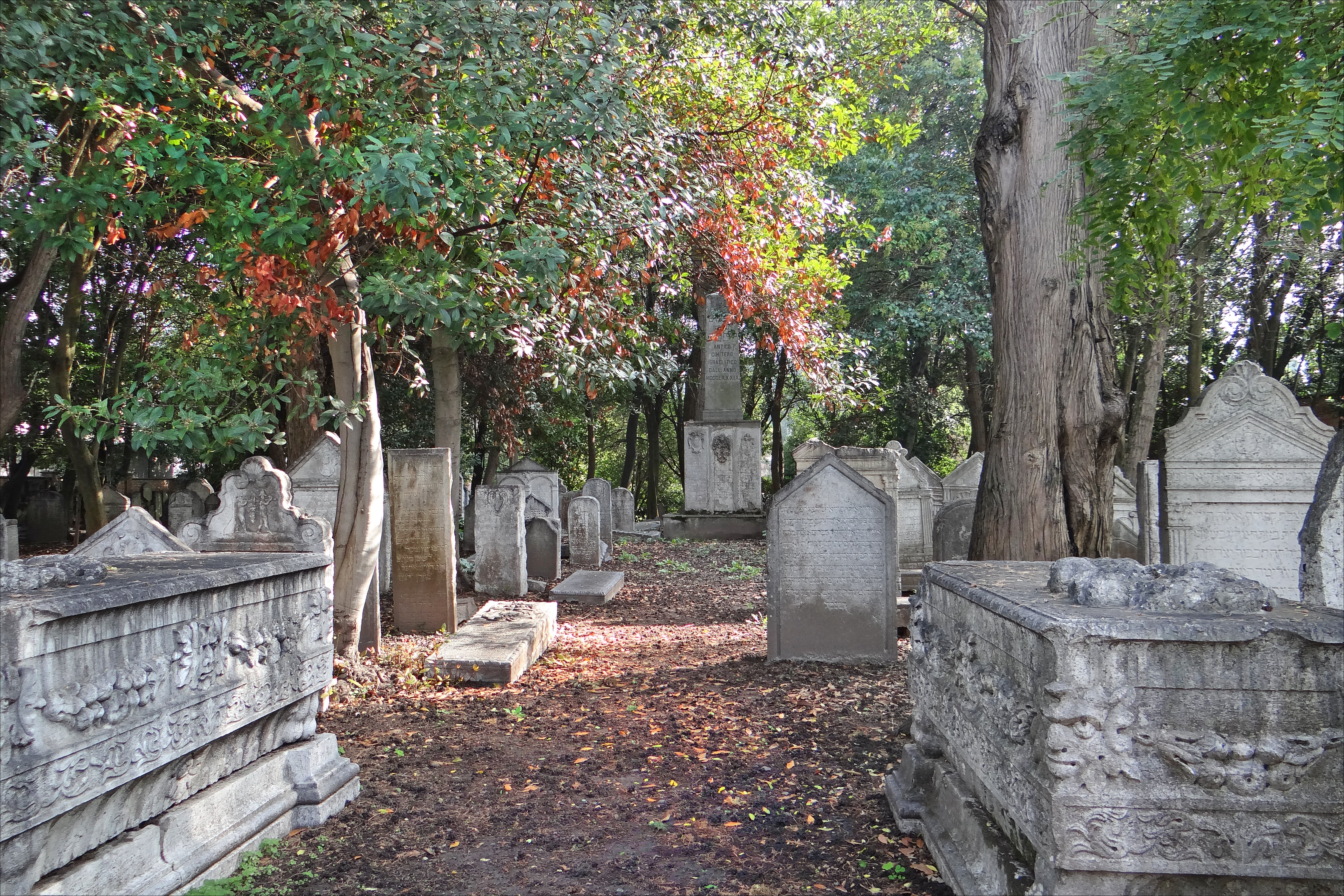
De oude Joodse begraafplaats (Lido, Venetië)

Voor de overige niet-katholieken was er een plek achter de Piramide van Cestius. Deze heet Cimitero Acattolico (‘Niet-katholieke begraafplaats voor vreemdelingen’). In 1718 werd daar de eerste aanzienlijke niet-katholieke overleden buitenlander begraven, een protestants lid van de hofhouding van de katholieke James III Stuart, de verstoten Engelse troonpretendent die in Rome verbleef.
Het eigenlijke kerkhof ontstond aan het begin van de 19e eeuw, toen het toerisme opkwam en er geregeld niet-katholieken in Rome overleden. Het is een trekpleister vanwege de bekende kunstenaars die er liggen.

#### Venetië
De Joden in de republiek Venetië kregen in 1386 de mogelijkheid een eigen begraafplaats aan te leggen op het eiland Lido. Het werd in 1389 in gebruik genomen en moest in 1641 worden uitgebreid. In de 17e en 18e eeuw was Venetië verwikkeld in diverse oorlogen wat in 1797 leidde tot het einde van de republiek. In de periode van neergang had de Joodse begraafplaats te lijden van vandalisme. In de 19e eeuw werd een deel van de begraafplaats onteigend voor ander gebruik. 
De afkondiging van de Italiaanse rassenwetten (1938-1943) maakte een einde aan het gebruik van de begraafplaats. In 1999 is begonnen met het restaureren van de overgebleven gedenktekens. 
De Engelse dichter Lord Byron, die een afkeer had gekregen van zijn vaderland, schreef in een brief van 7 juni 1810 vanuit Bologna, dat hij hoopte dat wie hem overleeft er voor zal zorgen dat hij wordt begraven op de vreemdelingenbegraafplaats op het Lido.
Op het Isola di San Michele ligt de begraafplaats waar grotendeels katholieken begraven liggen, maar protestanten en Russisch-Orthodoxe gelovigen hebben er elk een eigen gedeelte.

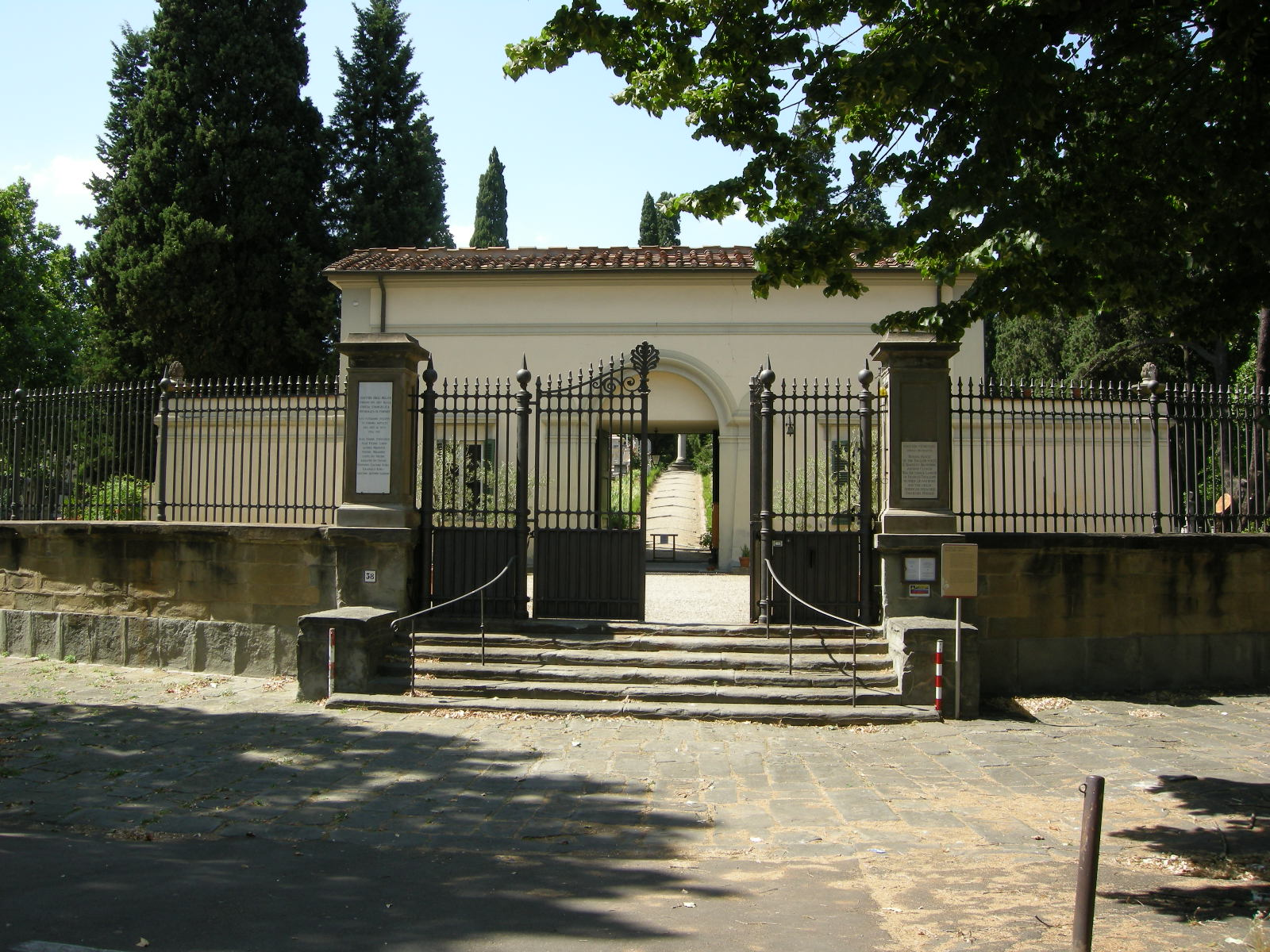
Cimitero degli inglesi, Florence

#### Florence
Het Cimitero Protestante di Porta à Pinti in Florence wordt daar meestal het Cimitero degli Inglesi (Engelsen) genoemd. Het is in 1827 gesticht door de Zwitserse Evangelische Kerk voor in Florence wonende protestantse buitenlanders, die nu eenmaal niet op de katholieke kerkhoven mochten worden begraven. (Tot dan toe moesten ze worden overgebracht naar Livorno of worden gerepatrieerd.) Het werd een internationale en oecumenische begraafplaats op het  Piazzale Donatello, dat toen nog buiten de stad lag. In 1877 werd het gesloten omdat het door de stadsuitbreiding binnen de stadsgrenzen was komen te liggen en daar binnen was begraven verboden. Er zijn er meer dan 1400 graven van ten minste zestien verschillende nationaliteiten, vooral de Britse. Er mogen nog steeds geen lichamen worden begraven, inmiddels wel de as van gecremeerde lichamen.
De gezamenlijke Florentijnse evangelische kerken stichten in 1878 een nieuwe begraafplaats buiten de stadsgrenzen, de Cimitero Evangelico agli Allori. 

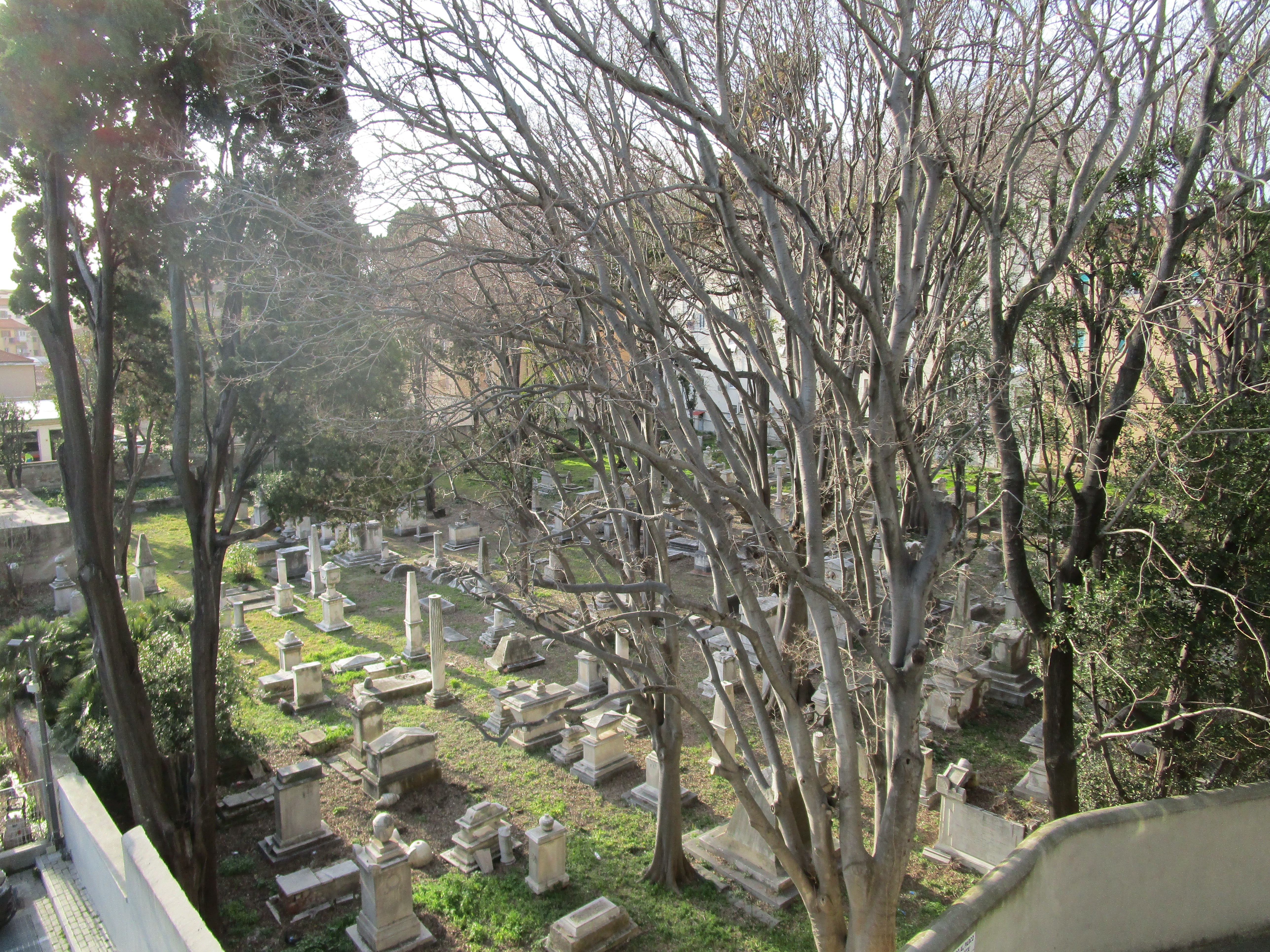
Antico cimitero degli inglesi, Oude Engelse begraafplaats, Livorno

#### Livorno
Cosimo I de' Medici nodigde in 1548 buitenlanders uit om zich te vestigen bij de haven van het vissersdorp Livorno. Hij zag dat als alternatief voor de verzande haven van Pisa. Groothertog Ferdinando I de' Medici maakte Livorno in 1593 extra aantrekkelijk door de afkondiging van godsdienstvrijheid en door aan buitenlanders het recht op de Toscaanse nationaliteit en op eigendom te geven. Met name Joden die werden vervolgd op het Iberisch Schiereiland en in Noord-Afrika stroomden toe. Zij konden in Livorno een synagoge bouwen en een begraafplaats inrichten. 
Omstreeks 1600 was Livorno uitgebouwd tot een belangrijke havenstad, met name voor het Hollandse en Engelse scheepvaartverkeer op de Middellandse Zee. De groothertog schonk zijn ingenieur Lambert Constant van Luik een stuk grond waarop de protestantse leden van de Nederlandse en Duitse Congregatie werden begraven. In 1648 werd Constant zelf daar begraven.
Ondertussen was er in 1610 een protestantse begraafplaats ingericht, Il Giardino Olandese-Alemanno (de Nederlands-Duitse tuin) en in 1695 werd vlak daarbij een nieuwe begraafplaats gemaakt onder dezelfde naam aan de tegenwoordige Via Giuseppe Garibaldi. Deze bleef tot 1840 in gebruik en daarna konden de protestanten terecht op de Cimitero Olandese-Alemanno aan de Via Marco Mastacchi. Daar ligt ook een Grieks-orthodoxe begraafplaats.
De Engelsen hadden omstreeks 1610 eveneens hun eigen begraafplaats, de Oude Engelse begraafplaats. Omstreeks 1840 werd hij vervangen door de Nieuwe Engelse begraafplaats. 
De begraafplaatsen van Grieken, Armeniërs en Joden werden in 1840 vanwege de groei van de stad verplaatst. In 1901 kwam er een nieuwe Joodse begraafplaats bij in het gebied Santo Stefano ai Lupi, die nog steeds in gebruik is.

### Portugal

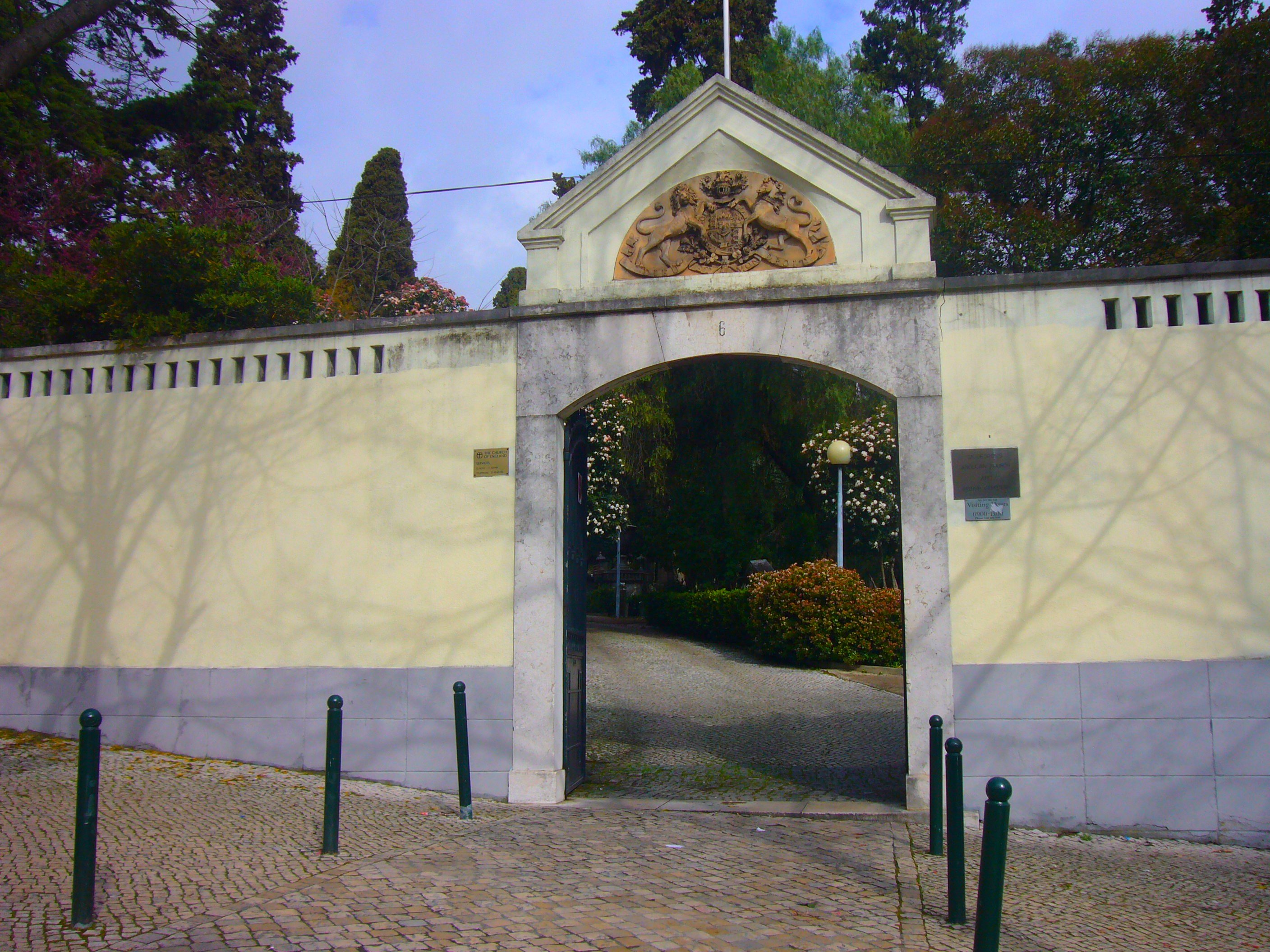
Ingang British Cemetery, Lissabon

Nederland en Engeland hadden in de 17e eeuw nauwe handelsbetrekkingen met Portugal, waar protestantse begraafplaatsen waren verboden. Als vreemde kooplieden overleden werd hun lijk ’s nachts verzwaard met stenen in de rivier de Taag gegooid. Pas in de 18e eeuw lukte het de Engelsen en de Nederlanders grond voor een protestantse begraafplaats in erfpacht te verwerven, respectievelijk in 1717 en 1724. Hun begraafplaatsen lagen naast elkaar. 
Toen in 1808 Napoleon Spanje veroverde ondersteunde Engeland de volksopstand. De gesneuvelde soldaten werden begraven in Portugal en daarvoor moest de Engelse begraafplaats worden uitgebreid. De kleine Joodse gemeenschap maakte van die gelegenheid gebruik om daarnaast een eigen dodenakker aan te leggen. 
In 1958 kocht Groot-Brittannië de in erfpacht gebruikte grond zowel van de Engelse als de Nederlandse begraafplaats. Nederland kreeg achteraf bericht dat de jaarlijkse erfpacht niet meer betaald hoefde te worden. Sindsdien is de begraafplaats uitsluitend nog bekend als British Cemetery.

## Indonesië

Europees kerkhof in Tanah Abang te Batavia/Jacarta

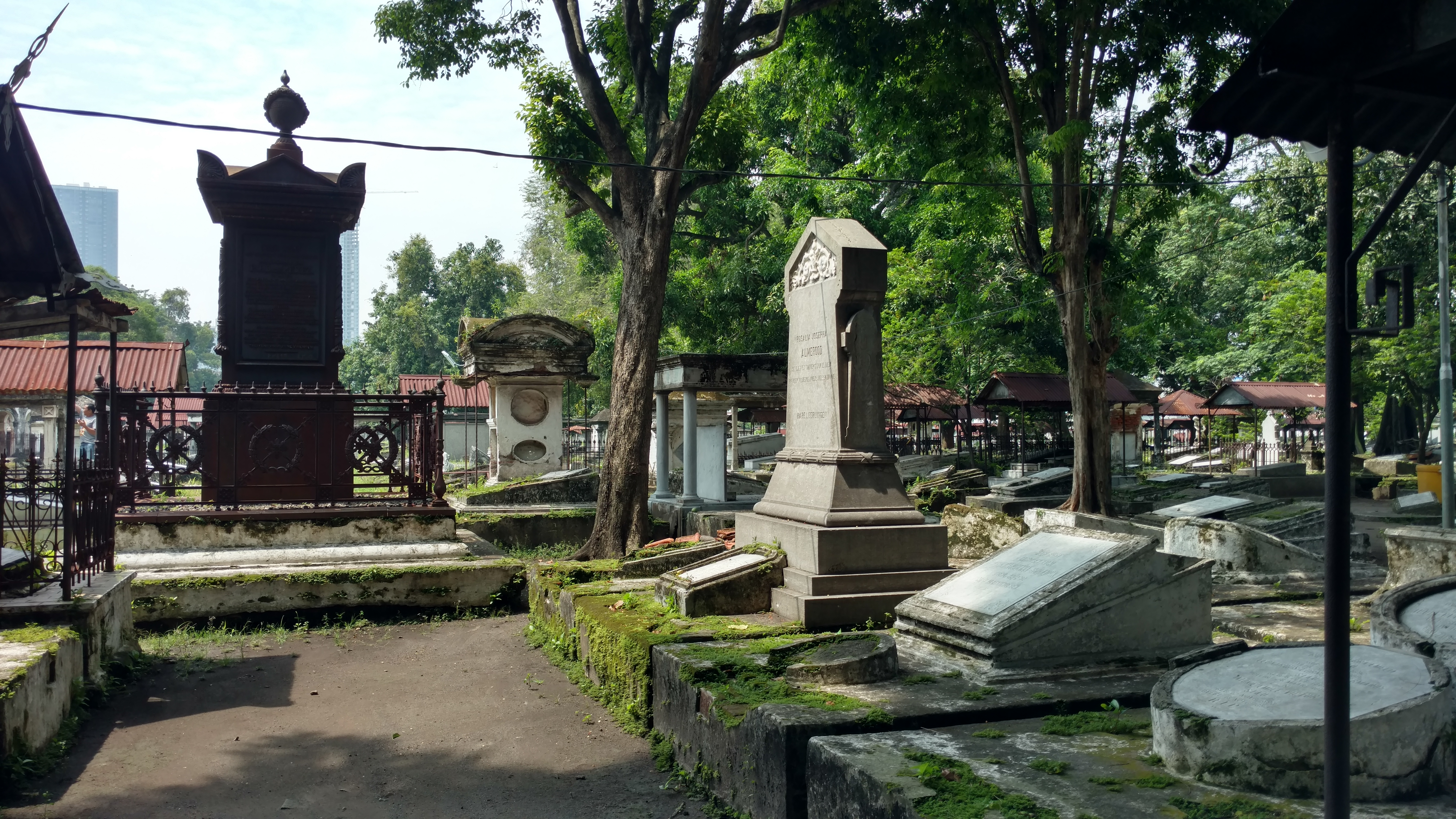
Makam Belanda Peneleh (Nederlandse begraafplaats) Surabaya Indonesia

De Indonesische Archipel was al in de middeleeuwen onderdeel van het Aziatisch handelsnetwerk. Omstreeks 1500 hadden handelssteden als Banten, Surabaya, Brunei en Makassar minstens 10.000 inwoners. De Portugezen beheersten de Indische Oceaan via een keten van nederzettingen en forten en vanaf 1509 pasten ze dat systeem ook toe binnen de Indonesische Archipel, korte tijd later gevolgd door de Spanjaarden. Omstreeks 1600 gingen Franse, Engelse en Hollandse handelsschepen deelnemen aan het zuidoostelijk deel van het Aziatische handelsnetwerk.
Bij de forten en de nederzettingen zijn Europeanen overleden en daar begraven. Als in een VOC-nederzetting een kerk werd gebouwd werd er begraven in en bij de kerk. In 1795 werd de erfenis van de VOC eerst overgenomen door de Bataafse Republiek, daarna was er vanaf 1811 een Engels tussenbestuur en ten slotte kreeg het Koninkrijk der Nederlanden in 1816 het bestuur over het deel van de archipel dat later Indonesië zou worden. Het begraven werd voor het beheer en het onderhoud geleidelijk omgevormd naar de manier waarop dat in Nederland gebruikelijk was. De verschillende begraafplaatsen weerspiegelden de segregatie in de samenleving. Zo waren er aan het begin van de 20e eeuw bij Batavia twee Europese begraafplaatsen, een begraafplaats voor inlandse christenen, vier begraafplaatsen voor inlanders, een begraafplaats voor Arabische moslims te Petamburan en vier begraafplaatsen voor Chinezen.

### Jakarta
Bij Jakarta was de Hollandse handelspost Batavia gesticht en die naam werd vervolgens tijdens de koloniale periode voor de stad gebruikt die ontstond nadat Jacatra door Coen was verwoest. Buiten de stad aan de Jacatraweg lag een Portugese begraafplaats met vooral zeelieden en militairen. In de stad werden kerken gebouwd met kerkhoven en in die kerken en op de kerkhoven werden Europeanen begraven. Toen de oudere begraafplaatsen vol waren werden vanaf 1795 Europeanen buiten de stad begraven op Kebon Jahe Kober in Tanah Anbang. Tegenwoordig is het een museum.
Aan het begin van de 20e eeuw werden bij Batavia twee Europese begraafplaatsen aangelegd, respectievelijk in 1905 en 1919. Europese christenen wilden de lijken van hun inlandse broeders en zusters niet toelaten op hun begraafplaatsen, vandaar de afzonderlijke begraafplaats voor inlandse christenen.

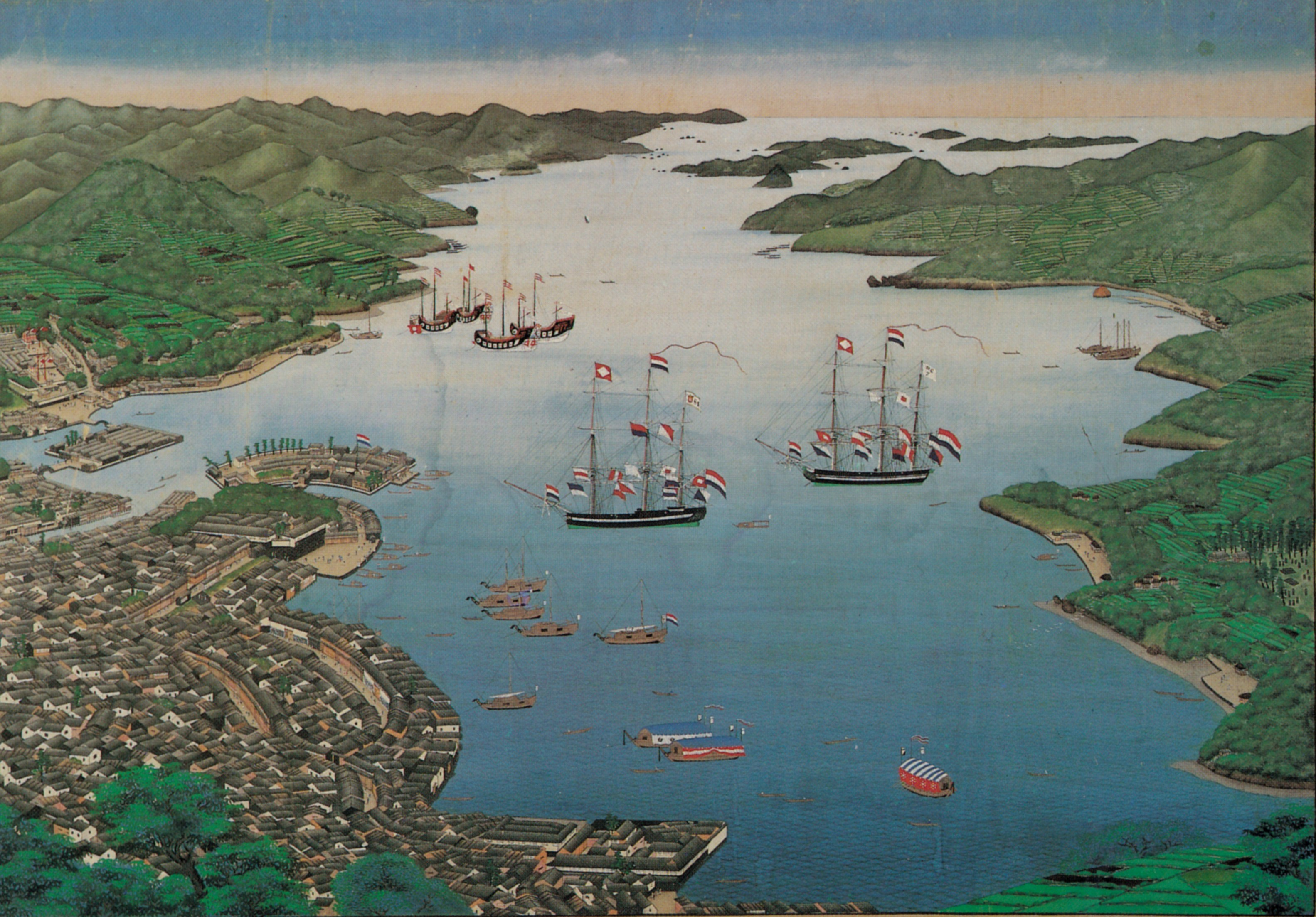
Kawahara Nagasaki, links Dejima, uiterst rechts de begraafplaats met bomen en enkele zerken.

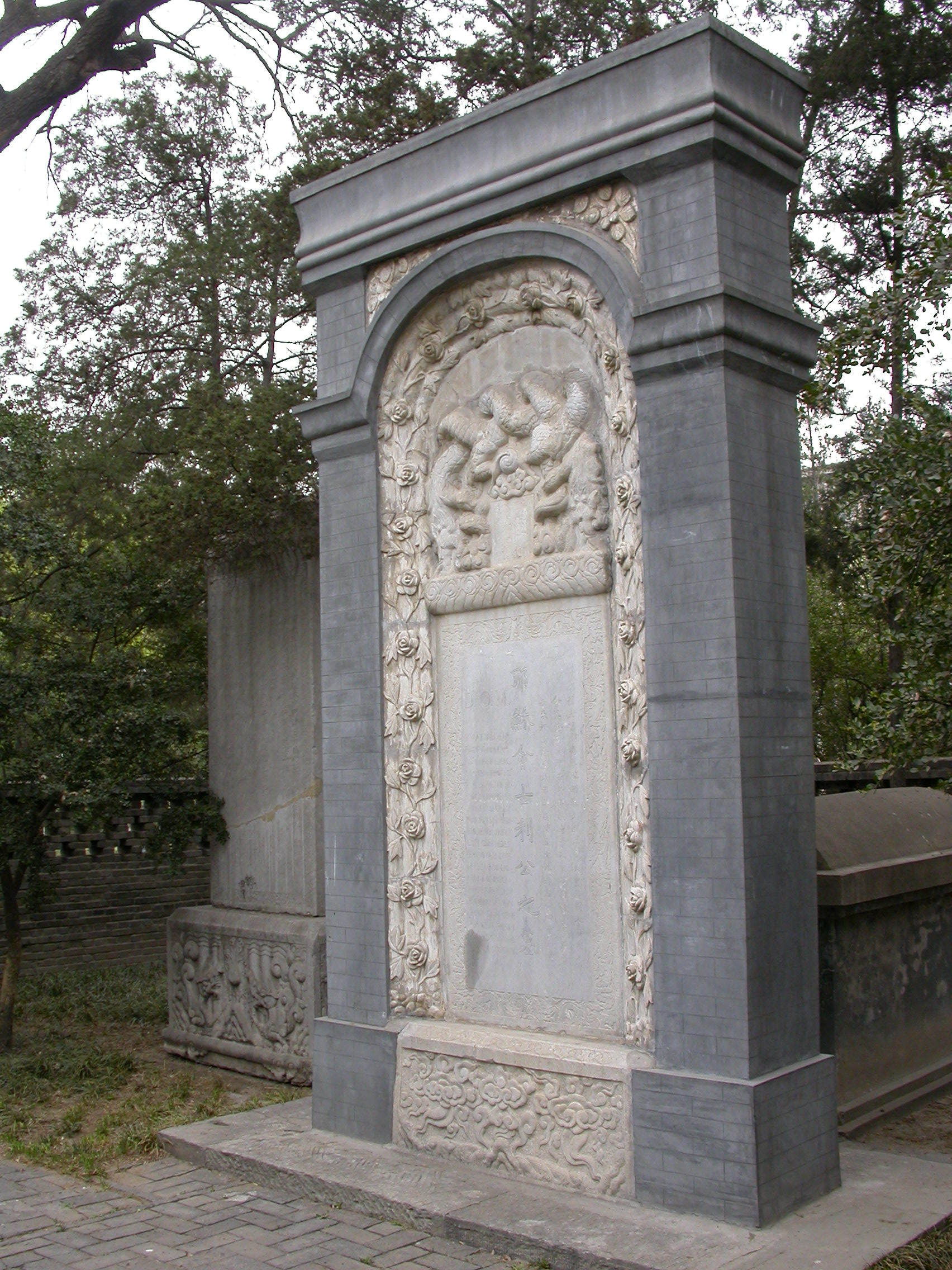
Grafsteen van Matteo Ricci in Beijing

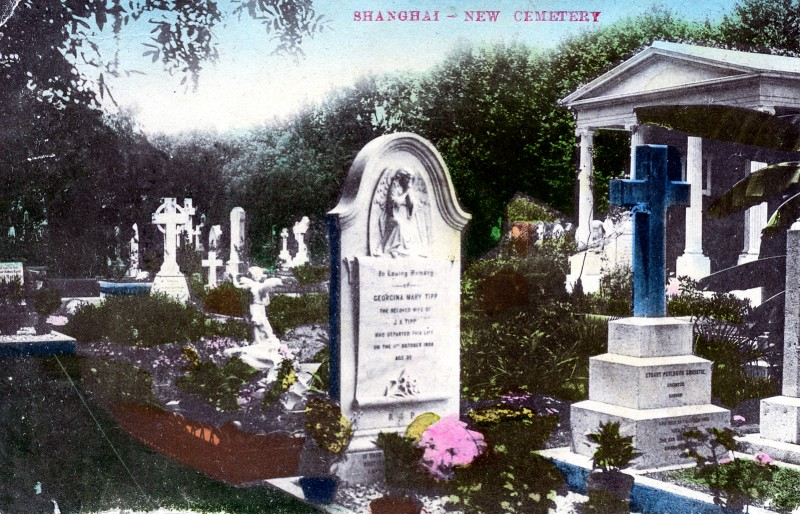
Shanghai, New Cemetery (1911)

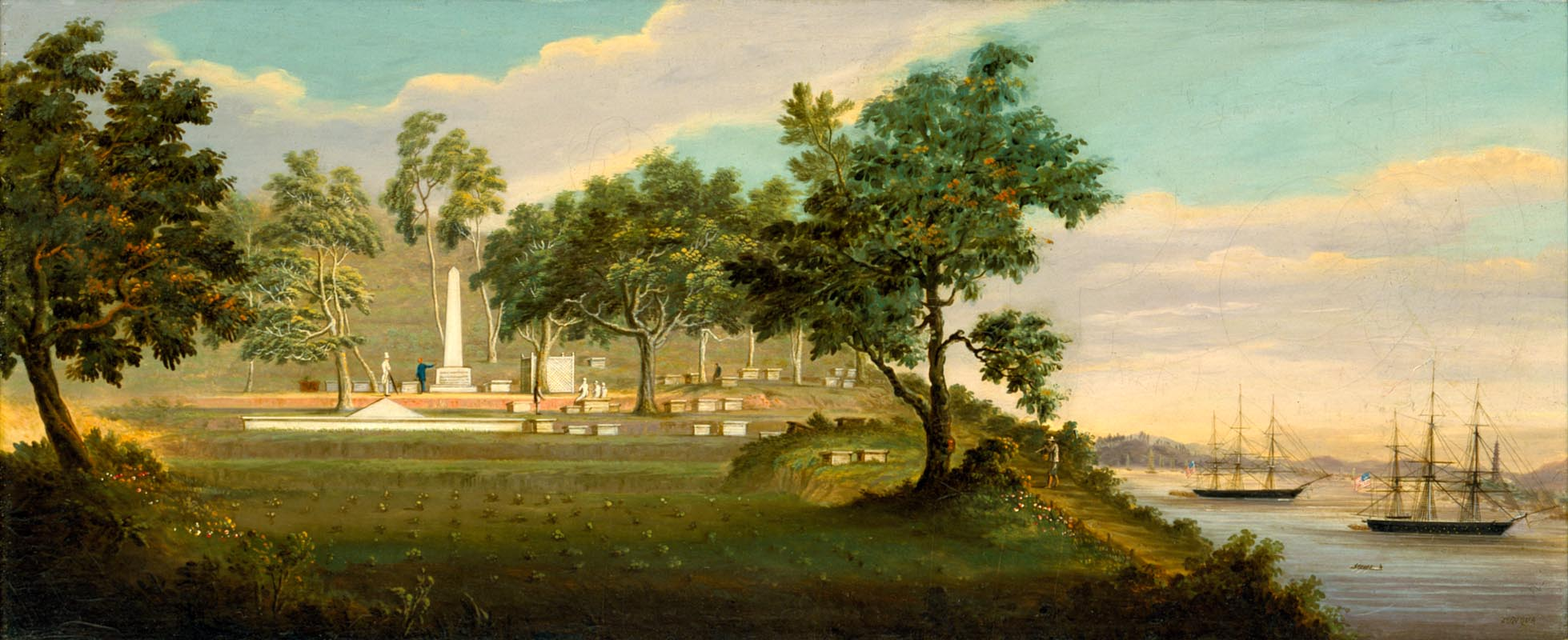
Guangzhou, vreemdelingenbegraafplaats op Dane's Island

### Surabaya
De stad Surabaya werd in 1743 overgenomen door de VOC en er gingen Nederlanders en andere Europeanen wonen. Er werd een kerk gebouwd met een kerkhof, dat in 1793 al te klein was geworden. Buiten de stad werd een nieuwe begraafplaats aangelegd in het onderdistrict Krembangan
In 1835 was ook deze begraafplaats vol, maar pas in 1847 werd in Peneleh een nieuwe in gebruik genomen. In 1925 werd de begraafplaats van Krembangan definitief geruimd en kwam er een plantsoen voor in de plaats.
Peneleh was een Europese begraafplaats waar zowel protestanten, rooms-katholieken en Joden als inlandse en Chinese christenen door elkaar werden begraven. In 1916 werd bij Kembang Kuning een nieuwe begraafplaats in gebruik genomen. In Peneleh konden alleen nog bijzettingen in familiegraven plaatsvinden. Na 1964 werd de begraafplaats niet meer onderhouden. In 1998 verklaarde de gemeente Surabaya Peneleh tot historisch monument.

## Japan
Vanaf 1543 waren de Portugezen handel gaan drijven met Japanners, die ze tegelijkertijd ook probeerden te bekeren tot het katholieke geloof, niet zonder succes. Hun uitvalsbasis was de haven van Nagasaki. Rond 1600 kwam er verzet tegen de invloed die de Portugezen en ook de Spanjaarden hadden verworven. Toen bleek dat Engelsen en Nederlanders tevreden waren met handel zonder religieuze pressie werd het katholicisme in Japan verboden. De opstand van Japanse katholieke christenen werd in 1638 met hulp van Nederlandse kanonnen definitief neergeslagen. 
De Japanse heerser Tokugawa Iemitsu wilde volledige afsluiting van Japan. In 1639 verbood hij de handel met Portugezen, nadat ze eerder op een door de Japanners aangelegd kunstmatig eilandje Dejima voor de kust van Nagasaki waren opgesloten. In 1641 kregen de Nederlanders opdracht hun handelspost in Hirado te verlaten en naar Dejima te verhuizen.
De VOC-begraafplaats in Hirado was van 1609-1638 in gebruik geweest. Ook de Engelsen hadden daar een begraafplaats. In 1638 werden beide begraafplaatsen vernield in het kader van toenemende vervolging van christenen. De volgende twee jaar begroef men de doden op het eilandje Yokoshima dat net buiten de baai van Hirado lag. 
Tussen 1641 en 1655 mochten de Nederlanders hun doden niet aan land begraven. Zij kregen noodgedwongen een zeemansgraf. In 1655 kwam er eindelijk toestemming om te begraven aan de overkant van de baai van Nagasaki, ten westen van Dejima op een plek genaamd Inasa. De laatst bekende begrafenis vond er plaats in 1870. 
In 1888 werd er in het district Urakami van Nagasaki de Sakamoto International Cemetery gesticht, nadat een andere vreemdelingenbegraafplaats in Nagasaki was gesloten. In 1903 werd de begraafplaats uitgebreid. In Sakamoto ligt een Joodse begraafplaats naast de graven van Franse soldaten en Vietnamese arbeiders, die omkwamen tijdens de Bokseropstand.

## China
Europese handelaren mochten maar in een beperkt aantal Chinese havensteden handel drijven, waarbij Kanton (Guangzhou) en Portugees-Macau de oudste waren. In de 18e eeuw hadden diverse Europese compagnieën er een factorij. Omdat in Macau geen protestanten mochten worden begraven op de katholieke begraafplaatsen kocht de East India Company in 1821 daar een stuk land waar dat wel mocht en deze begraafplaats werd later opengesteld voor alle vreemdelingen. 

### Beijing
De jezuïet Matteo Ricci overleed in 1610 in Beijing en het was een zeldzame eer dat zijn wens om daar ook te worden begraven werd ingewilligd. Die begraafplaats was tevens een erkenning van de status van de Rooms-Katholieke Kerk in China. Enkele andere jezuïeten werden daar later ook begraven. Tijdens de Bokseropstand in 1900 had de begraafplaats te lijden van vandalisme, maar in 1901 vond restauratie plaats. In 1954 werden de meeste beenderen en de grafstenen overgebracht naar een nieuwe begraafplaats in Xibeiwang, om plaats te maken voor een communistische school. Alleen de graven van Ricci en enkele andere belangrijke jezuieten bleven op de oude plek.
Tijdens de Culturele Revolutie konden de Rode Gardisten met moeite worden weerhouden om deze graven te vernietigen, maar de grafstenen werden wel weggehaald. Eind jaren 1970 werden ze op de oorspronkelijke plek gerestaureerd en in 1984 werden in een afgescheiden deel 60 andere originele grafstenen opnieuw geplaatst, waaronder die van 14 bekeerde Chinezen en 46  Europese missionarissen. Tegenwoordig is Xibeiwang een katholieke begraafplaats, maar er is geen spoor meer van de verhuisde graven. Op 19 oktober 2016 onthulde het bisdom Beijing op de Xibeiwang begraafplaats een monument, met de woorden: ‘Tombes en graven van katholieken’.

### Shanghai
De islamitische begraafplaats van Hangzhou (ten zuiden van Shanghai) dateert uit de tijd van de Tang-dynastie. 
Er waren een stuk of elf westerse vreemdelingenbegraafplaatsen in Shanghai. Van 1841 tot 1871 werden er Britten begraven op de Shandong Road Cemetery. Op de Pudong Sailors’ Cemetery werden 1783 buitenlandse zeelui begraven tussen 1859 en 1904. De Joodse Mohawk Road Cemetery werd in 1862 aangelegd en de 304 graven werden tijdens de Culturele Revolutie verwoest. 
De grootste Joodse begraafplaats was de Baikal Road Cemetery met bijna 1700 graven, aangelegd in 1917 en geruimd in 1958-59. Drie kleinere Joodse begraafplaatsen ondergingen hetzelfde lot. Ruim 5500 vreemdelingen werden tussen 1880 en 1953 begraven op de Bubbling Well Road Cemetery. De International Cemetery werd aangelegd in 1909 en door de Rode Gardisten in 1966 verwoest.

### Guangzhou
De oudste islamitische begraafplaats in Guangzhou (Kanton) dateert uit de zevende eeuw, toen de eerste islamitische zendelingen China bereikten.  Aan de haven van deze stad vestigden Portugezen in 1517 een handelspost. In de 17e eeuw werd Guangzhou een belangrijke haven voor de christelijke Engelsen en Fransen. Het was vanaf 1757 de enige haven waar buitenlanders onder Chinese controle handel mochten drijven. Bij het Verdrag van Nanking werd China gedwongen om vijf havens (waaronder Guangzhou) open te stellen voor de buitenlandse handel.
Op de christelijke begraafplaats op het eiland Whampoa werden in de eerste helft van de 19e eeuw veel zeelieden begraven, die overleden tijdens het maandenlang wachten op vracht in de tropische hitte. Britse zendelingen waren vanaf 1807 actief in Guangzhou, maar de begraafplaats van de protestantse zending is waarschijnlijk helemaal verloren gegaan.
Als reactie op de voor China vernederende verdragen die ze moesten accepteren in de tweede helft van de 19e eeuw werd in 1884 moedwillig een legerweg aangelegd dwars over het de Franse begraafplaats. Tijdens de Bokseropstand ontkwamen de buitenlandse kerken en begraafplaatsen in Guangzhou niet aan brandstichting en vandalisme.  